# Adam Filipowicz
Adam Stanisław Filipowicz (ur. 20 kwietnia 1954) – polski samorządowiec i rolnik, w latach 2002–2003 wicemarszałek województwa warmińsko-mazurskiego.

## Życiorys
W 1974 został absolwentem III Liceum Ogólnokształcącego im. Mikołaja Kopernika w Olsztynie. Z wykształcenia rolnik, w 1979 ukończył studia w Wyższej Szkole Rolniczej w Olsztynie.
Zaangażował się w działalność polityczną w ramach Polskiego Stronnictwa Ludowego. 26 listopada 2002 z rekomendacji tej partii został powołany na stanowisko wicemarszałka województwa warmińsko-mazurskiego, odpowiedzialnego m.in. za ochronę zdrowia (stało się to po tym, jak dotychczasowa wicemarszałek Irena Petryna przegrała partyjne prawybory). 30 czerwca 2003 zrezygnował z funkcji w związku z krytyką jego planu zdrowotnego dla województwa (oficjalnie z przyczyn zdrowotnych). Później objął m.in. fotel wiceprzewodniczącego rady nadzorczej MPK Olsztyn.